# Cosme Ier d'Alexandrie
Cosme Ier d'Alexandrie, également nommé Côme ou Cosmas est un  patriarche melkite d'Alexandrie  de 742 à 768.

## Contexte
Après la mort de son homonyme le patriarche copte Côme Ier en 730 il est officiellement reconnu par les conquérants arabes d'Égypte comme le représentant des Communautés Orthodoxes, après la longue période de Présidence de coadjuteurs ou  « Topotèrètès » qui selon Venance Grumel  se succédèrent dans l'administration du trône patriarcal pendant 74 années c'est-à-dire depuis Pierre IV. Le Calife Hicham lui fait restituer la principale église d'Alexandrie. En 742, il abjure le monothélisme qu'il professait jusqu'alors et devient un ardent défenseur du culte des images.